# بياتريس فين
بياتريس فين (بالسويدية: Beatrice Fihn)‏ (مواليد 17 نوفمبر 1982 في غوتنبرغ، السويد) محامية سويدية، ومنذ 1 يوليو 2014، تتولى منصب المدير التنفيذي للحملة الدولية لإلغاء الأسلحة النووية (ICAN). جنبا إلى جنب مع الناجية من هيروشيما، سيتسوكو ثورلو، قبلتا جائزة نوبل للسلام لعام 2017 ‏. لـ ICAN.

## سيرة شخصية
ولدت فين عام 1982 في غوتنبرغ، السويد. درست في جامعة ستوكهولم، وحصلت على درجة البكالوريوس في العلاقات الدولية في عام 2008. في عام 2009، شاركت في دورة تدريبية في الرابطة النسائية الدولية للسلام والحرية (WILPF)، وشاركت في أعمال مؤتمر نزع السلاح ومجلس الأمم المتحدة لحقوق الإنسان. ثم عملت في أحد البنوك في جنيف وحصل على سنة واحدة ماجستير في القانون شهادة في القانون الدولي في جامعة لندن.
عاد فين إلى الرابطة النسائية الدولية للسلام والحرية عام 2010، وعملت مع برنامج نزع السلاح «الوصول إلى الإرادة الحرجة»،  حتى أحتلت موقع المدير التنفيذي لـ ICAN في عام 2014.  

تنتقد فين الرئيس الأمريكي دونالد ترامب بسبب سياساته النووية. و قامت بزيارة ناغازاكي لأول مرة في 13 يناير 2018.

## روابط خارجية
- بياتريس فين على موقع مونزينجر (الألمانية)